# Soirée d'été à Skagen – La femme de l'artiste avec son chien
 (novembre 2024).
Si vous disposez d'ouvrages ou d'articles de référence ou si vous connaissez des sites web de qualité traitant du thème abordé ici, merci de compléter l'article en donnant les références utiles à sa vérifiabilité et en les liant à la section « Notes et références ».
Soirée d'été à Skagen – La femme de l'artiste avec son chien – en danois Sommeraften ved Skagen. Kunstnerens hustru med hund ved strandkanten – est un tableau réalisé par le peintre danois Peder Severin Krøyer en 1892. Cette huile sur toile de format vertical est un portrait de l'épouse de l'artiste, Marie Krøyer, également peintre. Vêtue d'une robe jaune, la jeune femme y figure debout, son chien assis à son côté, face aux reflets de la lune sur la mer, un soir à Skagen. Faisant partie des collections de la Ny Carlsberg Glyptotek à Copenhague, l'œuvre se trouve en dépôt au Musée de Skagen.